# 西川家
西川家（にしかわけ）は、滋賀県近江八幡市を本拠地とする日本の実業家（近江商人）の家系。西川などの経営に携わる。

## 概要
西川家は、元六角家の家臣で、永禄年間に近江国蒲生郡津田村（現近江八幡市津田）に居住した市往右兵衛尉吉久を祖とし、後に豊臣秀次の命で八幡城城下町整備に伴って八幡城下に移転し西川と称した。主に蚊屋・畳表などの寝具取り扱い、蝦夷地での廻船問屋、弓問屋、肥料問屋を生業とした。
家業は隆盛を極め、伴伝兵衛家・森五郎兵衛家と共に八幡御三家と称された。

## 本家・分家
西川家は本家である右兵衛家、傳右衛門家・傳兵衛家・長右衛門家、傳右衛門家分家の善六家・喜六家、養子の利右衛門家、利右衛門家分家の甚五郎家に別れ繁栄した。
- 本家：西川右兵衛家
  - 分家：西川長右衛門家
  - 分家：西川傳右衛門家 ― 屋号：松前屋（近江）/住吉屋（松前）
    - 分分家：西川善六家
    - 分分家：西川喜六家

  - 分家：西川傳兵衛家

- 養子（旧姓木原氏）：西川利右衛門家 ― 屋号：大文字屋

- 分分家：西川庄六家

- 分分分家：西川亀蔵家
- 分分分家：西川理左衛門家

- 分分家：西川仁右衛門（西川甚五郎）家 ― 屋号：山形屋
- 分分家：西川又七郎家
- 分分家：西川徳蔵家

## 経営企業
- 西川
- メルクロス
- 滋賀銀行（旧八幡銀行）